# Sphecius speciosus
Espèce
Sphecius speciosus est une espèce de guêpes solitaires de la famille des crabronidés, du genre Sphecius ; cet hyménoptère utilise les cigales comme proies.

## Répartition
On la trouve dans l'Est et le Midwest américain et, au sud, jusqu'au Mexique et en Amérique centrale.

## Description
Ce sont de grandes guêpes robustes, mesurant de 1,5 à 5 centimètres de long, avec des zones poilues, rougeâtres et noires sur le thorax et noires à brun roux avec des bandes jaune clair sur l'abdomen. Les ailes sont brunâtres. Leur coloration peuvent superficiellement ressembler à celle de guêpes du genre Vespula ou des frelons. Les femelles sont un peu plus grandes que les mâles et les deux sont parmi les plus grandes guêpes rencontrées dans l'Est des États-Unis, leur taille inhabituelle leur donnant une apparence redoutable. Le frelon européen (Vespa crabro) est souvent confondu avec elles.

## Mode de vie
Guêpe solitaire, Sphecius speciosus a un comportement très différent des guêpes sociales ou des frelons. La femelle utilise son dard pour paralyser ses proies (des cigales) plutôt que pour défendre son nid. Les adultes se nourrissent du nectar des fleurs et d'exsudats de sève.
Les adultes émergent en été, commençant généralement à partir de la fin juin ou début juillet et continuent tout au long des mois d'été. Ils sont présents dans une zone donnée pour 60 à 75 jours, jusqu'à la mi-septembre. Les grosses femelles sont fréquemment observées, au milieu de l'été, zigzaguant au-dessus des pelouses à la recherche d'un site pour creuser son terrier et recherchant des arbustes et des arbres pour y trouver des cigales.
Les mâles sont le plus souvent vus en groupe, se défiant vigoureusement les uns les autres pour la position au sein de l'essaim ou poursuivant tout ce qui bouge ou vole à proximité. Il n'est pas rare de voir deux ou trois mâles enfermés se livrant à un combat aérien, l'essaim adoptant une trajectoire erratique et incontrôlée jusqu'à ce qu'une des guêpes combattantes s'éloigne. Le comportement agressif de la guêpe mâle est très semblable à celui d'un autre gros insecte de la zone : l'abeille charpentière mâle. Dans les deux cas, le combat des mâles peut être extrêmement effrayant et intimidant pour les passants humains, alors que les mâles ne présentent aucun danger. Ils peuvent seulement se battre avec d'autres insectes et ne peuvent pas piquer.